# 山本薬師堂
山本薬師堂（やまもとやくしどう）は、兵庫県丹波市山南町山本にある薬師堂。

## 概要

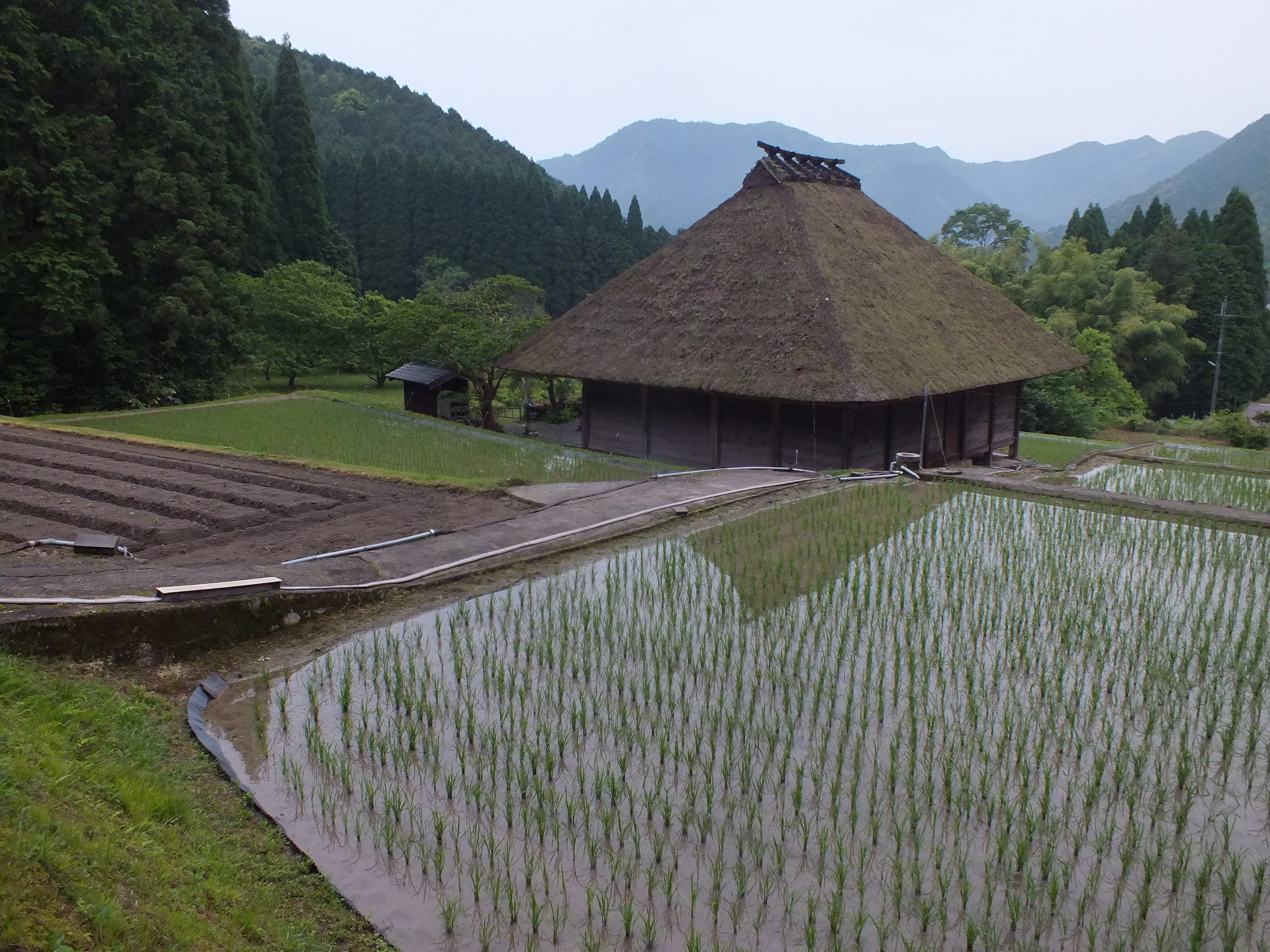
背後は棚田になっており、茅葺屋根の薬師堂は風景によくなじむ。

正方形に近い茅葺屋根を持つ堂で、創建は不明であるが、1683年（天和3年）の棟札から、1395年（応永2年）に中興し、1557年（弘治3年）に大修理があり、1653年（承応2年）及び1683年にも修理されたと推定されている。棟札には、「野瀬倉山仏光寺薬師如来堂」と記され、槙山六ヶ村中（現・槙山五ヶ部落）を施主とする旨が記されている。
建物は、仏壇廻りの一部が円柱であるのを除き、大面取りの方柱で、組物には舟肘木が使用され、間の柱にはこれを欠く。桁行5間、梁間4間の寄棟造、茅葺で南に面し建つ。
建物の西北隅の柱には、兵乱の際に明智軍が付けた刀傷と伝えられてる跡が残る。
1974年、兵庫県指定文化財に指定される。1988年（昭和63年）1月に半解体修理が開始され、1989年（平成元年）3月に完了した。

## ギャラリー

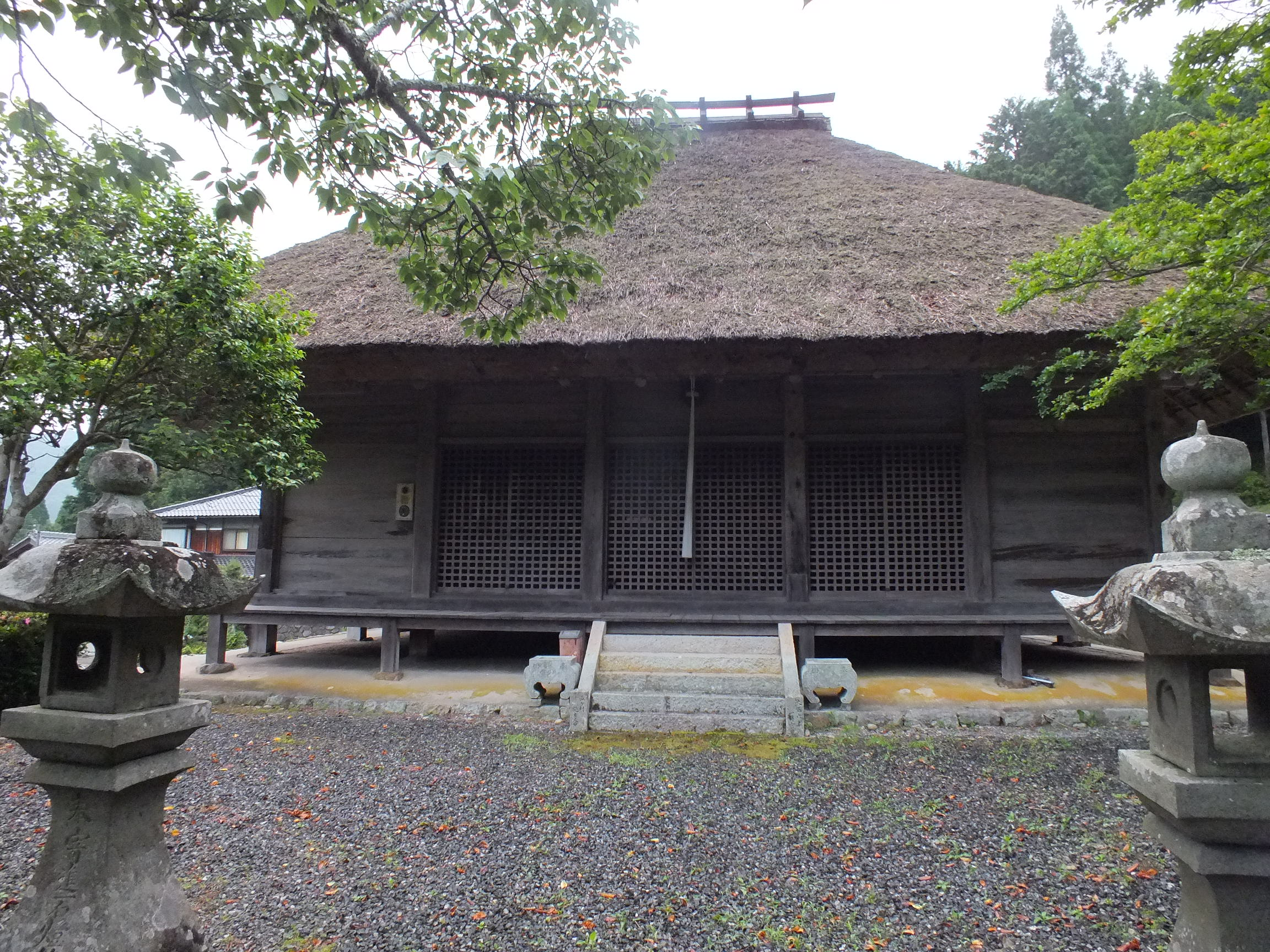
薬師堂正面と石灯籠。
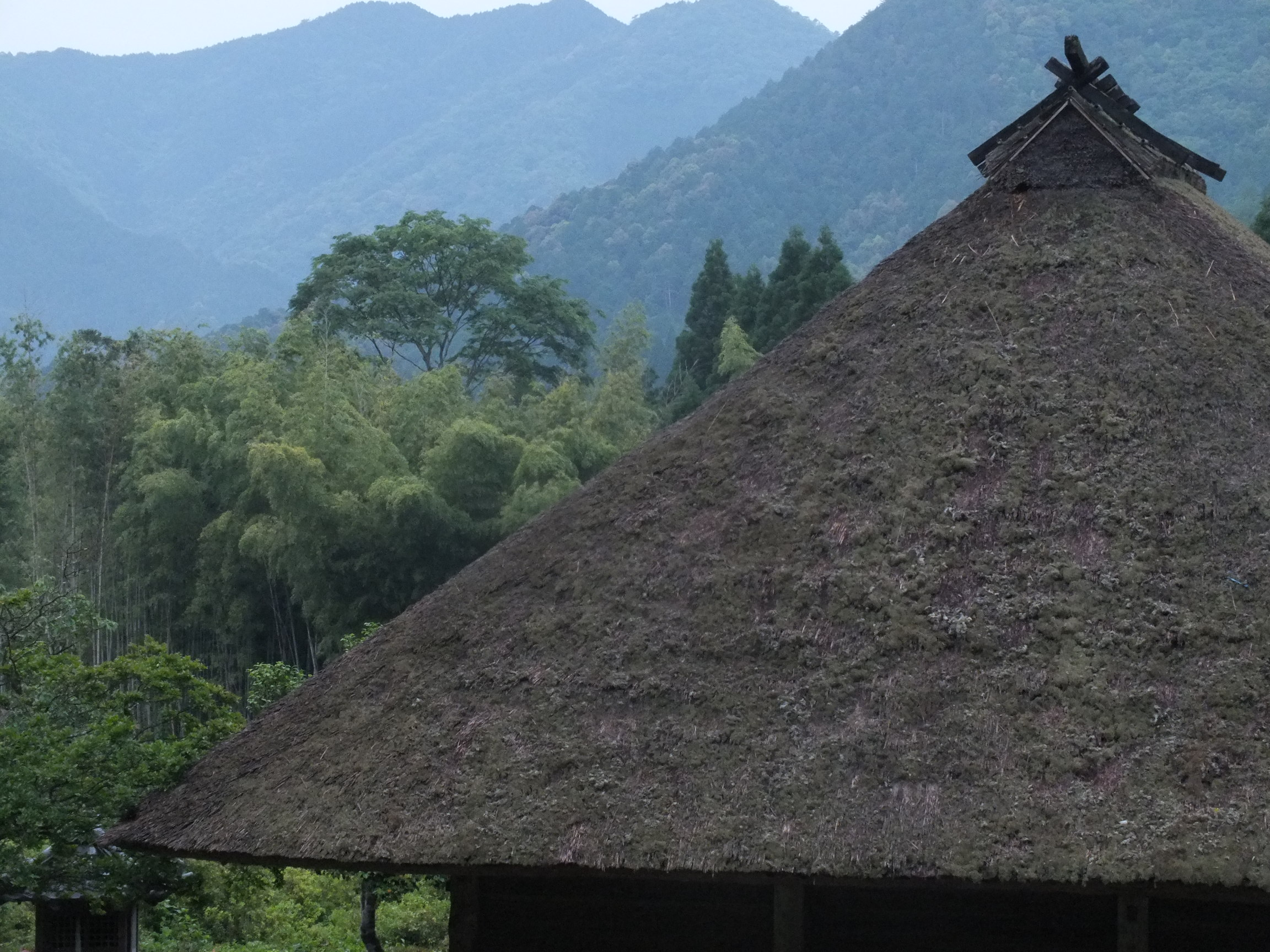
薬師堂茅葺屋根。
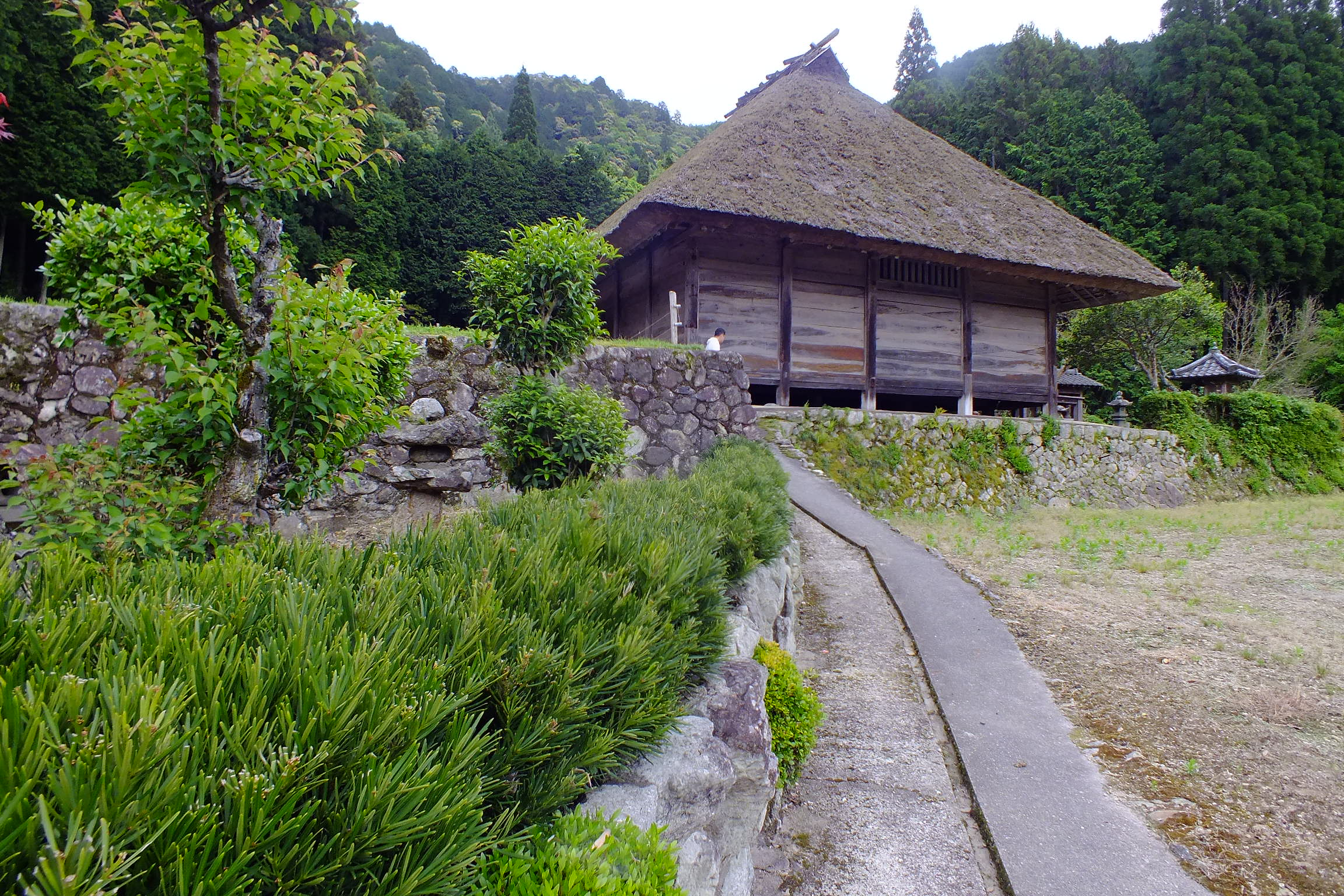
横面より。
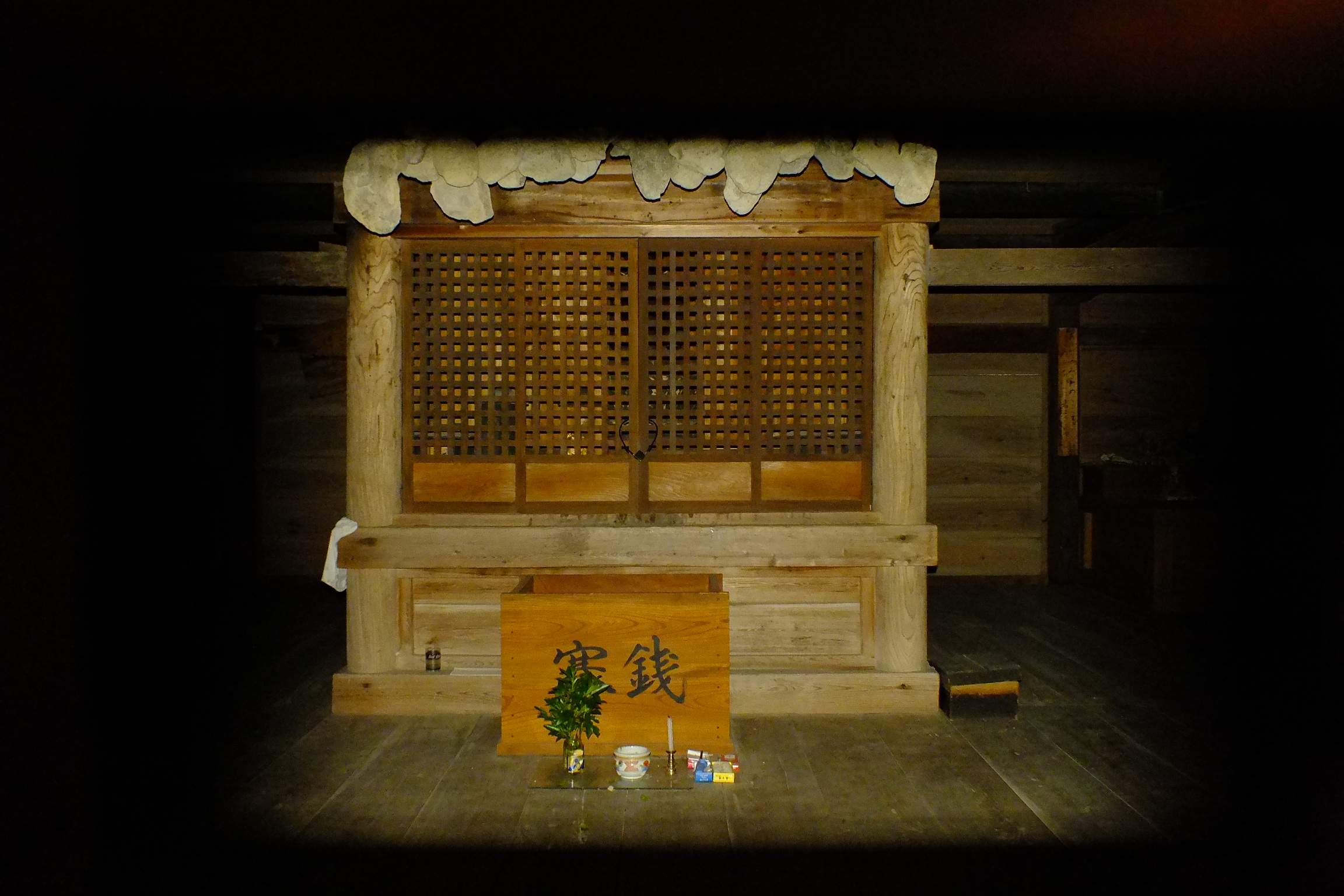
薬師堂内部。
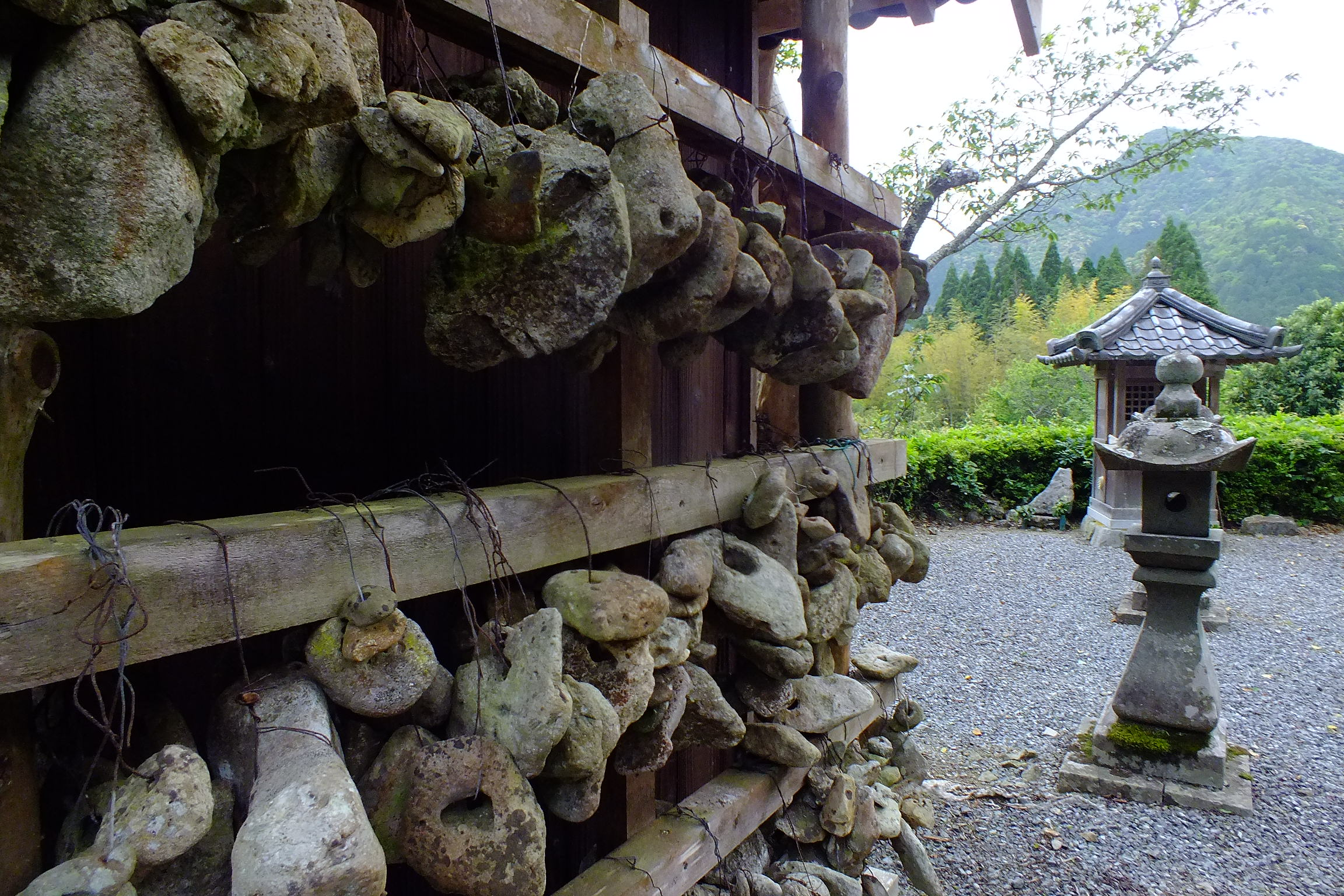
穴のあけられた石が数多く吊るされる。